# Iglesia católica en Italia
La Iglesia católica en Italia está formada por las instituciones eclesiásticas católicas presentes en Italia. Es la quinta nación en términos de número de católicos después de Brasil, México, Filipinas y los Estados Unidos. Según encuestas, el porcentaje de católicos en Italia asciende al 81,32% de la población.

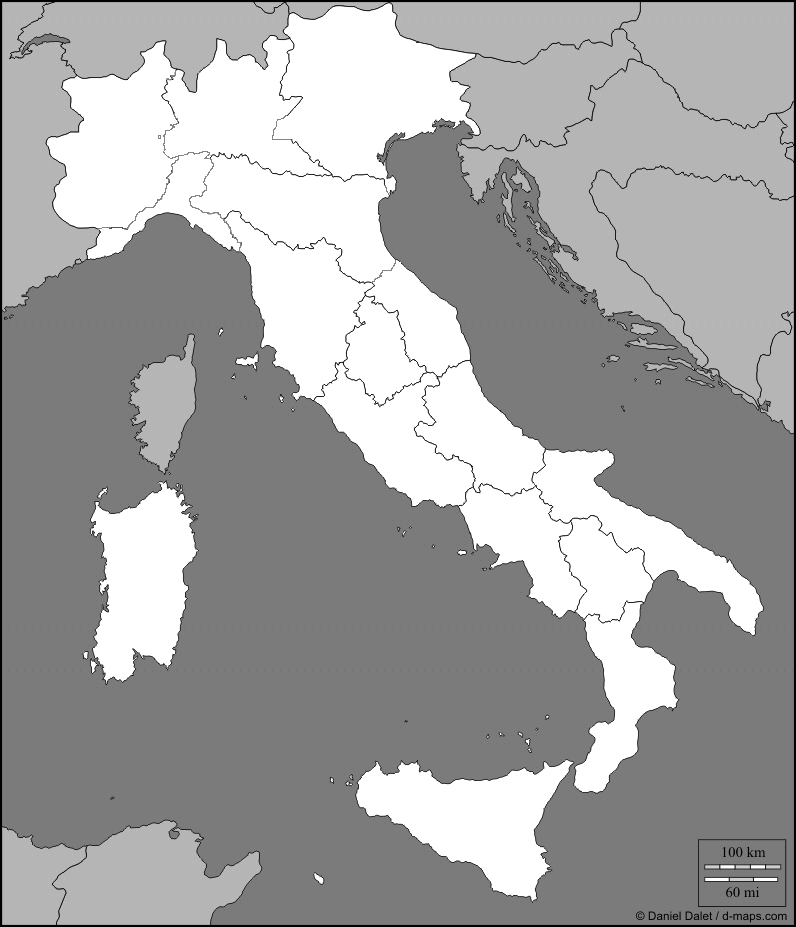
Mapa en blanco de las 16 regiones eclesiásticas italianas

## Organización
- 16 regiones eclesiásticas (correspondientes a las Regiones del Estado italiano, con alguna unificación: Piamonte + Valle de Aosta, Trentino-Alto Adige + Friuli-Venecia Julia + Veneto, Abruzzo + Molise.
- Las fronteras de las regiones eclesiásticas, sin embargo, no siempre coinciden con los límites administrativos de las regiones de la República Italiana)
- 42 provincias eclesiásticas divididas en:
  - 1 sede apostólica: Roma
  - 1 sede patriarcal : Venecia (aparte del título, es similar a las otras arquidiócesis metropolitanas)
  - 40 arquidiócesis metropolitanas
- 20 arquidiócesis no metropolitanas
- 155 diócesis
- 2 prelaturas territoriales
  - Loreto
  - Pompeya
- 6 abadías territoriales
  - Monte Oliveto Maggiore
  - Monte Cassino
  - Montevergine
  - Santa Maria di Grottaferrata
  - Santísima Trinidad de Cava de 'Tirreni
  - Subiaco
- 1 Ordinariato militar
- 1 Exarcado apostólico

Hay 3 iglesias católicas por derecho propio:
- la Iglesia Católica Latina (mayoría absoluta; en la archidiócesis de Milán la liturgia se celebra con el rito ambrosiano, mientras que en el resto de Italia con el rito romano )
- la Iglesia católica italo-griega (o italo-albanesa), formada por la abadía territorial de Santa Maria di Grottaferrata , la eparquía de Lungro y la eparquía de Piana degli Albanesi
- la Iglesia greco-católica ucraniana , formada por el exarcado apostólico de Italia

El primado de Italia es el obispo de Roma, que también es el Papa de todos los católicos . El título de primado es honorífico; en el pasado se le atribuyó al arzobispo de una diócesis metropolitana de gran importancia (capital del estado o sede de la jerarquía local). Conservan el título, a nivel honorífico:
- Patriarca de Venecia : Primado de Dalmacia
- Arzobispo Metropolitano de Pisa : Primado de las Islas de Córcega y Cerdeña
- Arzobispo metropolitano de Cagliari: Primado de Cerdeña y Córcega (tras el fin de la hegemonía pisana en la isla)
- Arzobispo metropolitano de Salerno-Campagna-Acerno: primado del Reino de Nápoles
- Arzobispo metropolitano de Palermo: Primado de Sicilia
- Arzobispo de Otranto: Primado de Salento

Hay 5 circunscripciones eclesiásticas italianas gobernadas por cardenales:
- Diócesis de Roma, cuya pastoral está confiada al cardenal vicario Angelo De Donatis;
- Arquidiócesis de L'Aquila , encabezada por el cardenal Giuseppe Petrocch;
- Arquidiócesis de Bolonia , encabezada por el cardenal Matteo Maria Zuppi;
- Arquidiócesis de Florencia , encabezada por el cardenal Giuseppe Betori;
- Archidiócesis de Siena-Colle di Val d'Elsa-Montalcino gobernada por el cardenal Augusto Paolo Lojudice.

Tradicionalmente en Italia, las antiguas capitales de los estados anteriores a la unificación eran cardenales. Por lo tanto, quedan al descubierto algunos asientos tradicionalmente cardenales: Venecia, Palermo, Nápoles, Génova, Turín y Milán .

## Historia
El catolicismo en Italia data de la primera mitad del siglo I: el Nuevo Testamento contiene una epístola de Pablo de Tarso dirigida a los romanos, y se cree que se construyeron las dos basílicas de San Pedro y San Pablo Extramuros, sobre la tumba de dos apóstoles.

## Financiamiento
La Iglesia católica italiana es financiada en parte por donaciones de los fieles y en parte por el estado italiano.
La mayor parte de la financiación procede del mecanismo del ocho por mil, correspondiente a aproximadamente 940 millones de euros en 2004.
Las donaciones de los fieles a través de la declaración de impuestos, establecida en 1989, ascendieron en 2003 a aproximadamente 18 millones de euros. A esta suma hay que sumar el producto de la mendicidad .
Finalmente, como todas las denominaciones religiosas que han firmado convenios con el estado, la Iglesia Católica se beneficia de algunas exenciones fiscales: los edificios destinados al culto están exentos del Impuesto al Valor Agregado (IVA) y del impuesto territorial. Además, el " Decreto Tributario " vinculado a la ley financiera de 2006 estableció la exención del Impuesto Municipal a la Propiedad (ICI) para todos los inmuebles propiedad de confesiones que hayan suscrito convenios con el Estado, independientemente de su naturaleza comercial (anteriormente, la exención solo se refiere a los edificios utilizados con fines de culto) El monto de esta exención fue estimado por elConferencia Episcopal Italiana (CEI) en más de mil millones de euros.
Además, existen otras fuentes de financiación y exenciones fiscales de diversa índole:
- deducibilidad de unos 1000 euros (máximo) a través de la declaración
- fondo especial para el pago de pensiones al clero
- exención total de impuestos, incluidos impuestos, sobre herencias y donaciones, para parroquias y entidades eclesiásticas
- cobra infraestructura secundaria destinada a lugares de culto
- contribuciones a los ponentes

## Nunciatura apostólica
La Santa Sede y el Estado italiano establecieron relaciones diplomáticas el 24 de junio de 1929 tras la firma de los Pactos de Letrán, que pusieron fin a la Cuestión Romana y propiciaron el reconocimiento mutuo de los dos Estados. 
El nuncio apostólico es tradicionalmente también nuncio en la República de San Marino.
El actual nuncio apostólico es Emil Paul Tscherrig, arzobispo titular de Flights , designado por el Papa Francisco el 12 de septiembre de 2017.